# Fernand Boden
Fernand Boden (Echternach, 13 de setembre de 1943) és un polític i professor luxemburguès, membre del Partit Popular Social Cristià que exercí diversos càrrecs de ministre entre 1979 i 2009.
Boden estudià Matemàtiques i Física a la Universitat de Lieja i, entre 1966 i 1978, feu de professor a l'escola gramàtica d'Echternach. Entre 1970 i 1976 fou membre i tinent d'alcalde del consell comunal d'Echternach.
L'any 1978 fou escollit per primera vegada com a membre de la Cambra de Diputats de Luxemburg per la circumscripció de l'Est com a membre pel Partit Popular Social Cristià, i un any després va ser reescollit. L'any 1979 es va unir al govern de Luxemburg, format pel gabinet Werner-Thorn-Flesch, com a Ministre d'Educació Nacional i Joventut i Ministre de Turisme fins a l'any 1989. L'any següent va ser traspassat a Ministre de Família i Solidaritat i Ministre de les Classes Mitjanes i Turisme. L'any 1994 esdevingué Ministre pel Servei Civil, càrrec que exercí fins al 26 de gener de 1995, quan va assumir la cartera de Ministre d'Agricultura, Viticultura i Desenvolupament Rural, així com la de Ministre de les Classes Mitjanes, Turisme i Habitatge, càrrecs que mantingué durant 14 anys, fins que el juliol de 2009 fou rellevat.